# Graham Miles
Graham Miles (ur. 11 maja 1941, zm. 15 października 2014) – snookerzysta angielski, zaliczający się do ścisłej czołówki światowej w połowie lat 70.
W gronie zawodowców od 1969; na mistrzostwach świata debiutował w 1972, odpadając w rundzie eliminacyjnej. W 1974 dotarł do finału, uległ jednak dominującemu w latach 70. Rayowi Reardonowi 12:22. Był ćwierćfinalistą mistrzostw w 1977 i 1978, w pierwszym notowaniu listy rankingowej w 1977 znalazł się na piątej pozycji.
Wygrywał turnieje Pot black w 1974 i 1975 oraz Tolly Cobbold Classic w 1981; w 1976 w finale Benson & Hedges Masters uległ Reardonowi, przegrał również finał Holsten Lager International (1979).
W 1992 zakończył karierę, występował w turniejach weteranów w 2000.